# Cuisine du Yémen

Le saltah, considéré comme le plat national du Yémén.

La cuisine du Yémen est très distincte de la cuisine du Moyen-Orient et diffère de région en région. Au cours des trois derniers siècles, elle a subi un peu d'influence ottomane dans quelques régions du nord et un brin d'influence de la cuisine mughlai indienne à Aden et les régions avoisinantes du sud. Elle est très populaire parmi les États arabes du Golfe.

## Coutumes
La tendance généreuse à offrir de la nourriture aux invités est un trait marquant de la culture yéménite ; le fait de refuser de la nourriture en tant qu'invité est considéré comme une insulte. Les repas se consomment typiquement au sol assis.

## Préparation
Au Yémen, beaucoup de cuisines sont équipées d'un taboon (aussi appelé tannur), un four rond en céramique.

## Fruits et légumes
Tomates, oignons et pommes de terre comptent parmi les aliments de base.

## Produits d'origine animale

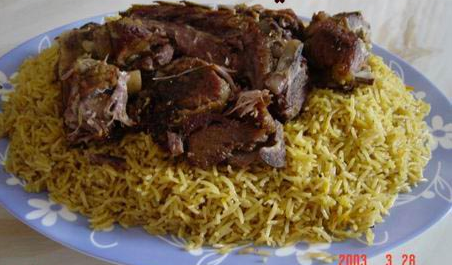
Homemade mandi de Hadramaout

Le poulet, la chèvre et l'agneau sont les viandes de base, consommées davantage que la viande bovine plus onéreuse. On mange aussi du poisson, surtout en régions côtières. Les produits laitiers sont peu consommés au Yémen ; le babeurre en revanche se boit presque quotidiennement dans certains villages. Les graisses les plus utilisées sont l'huile végétale et le ghi, utilisé pour mets savoureux; le beurre clarifié, appelé semn (سمن), est utilisé en pâtisserie.

## Légumes
Les fèves entrent dans la composition des plats, comme les salades de haricots. Les lentilles accompagnent les ragoûts.

## Plats yéménites

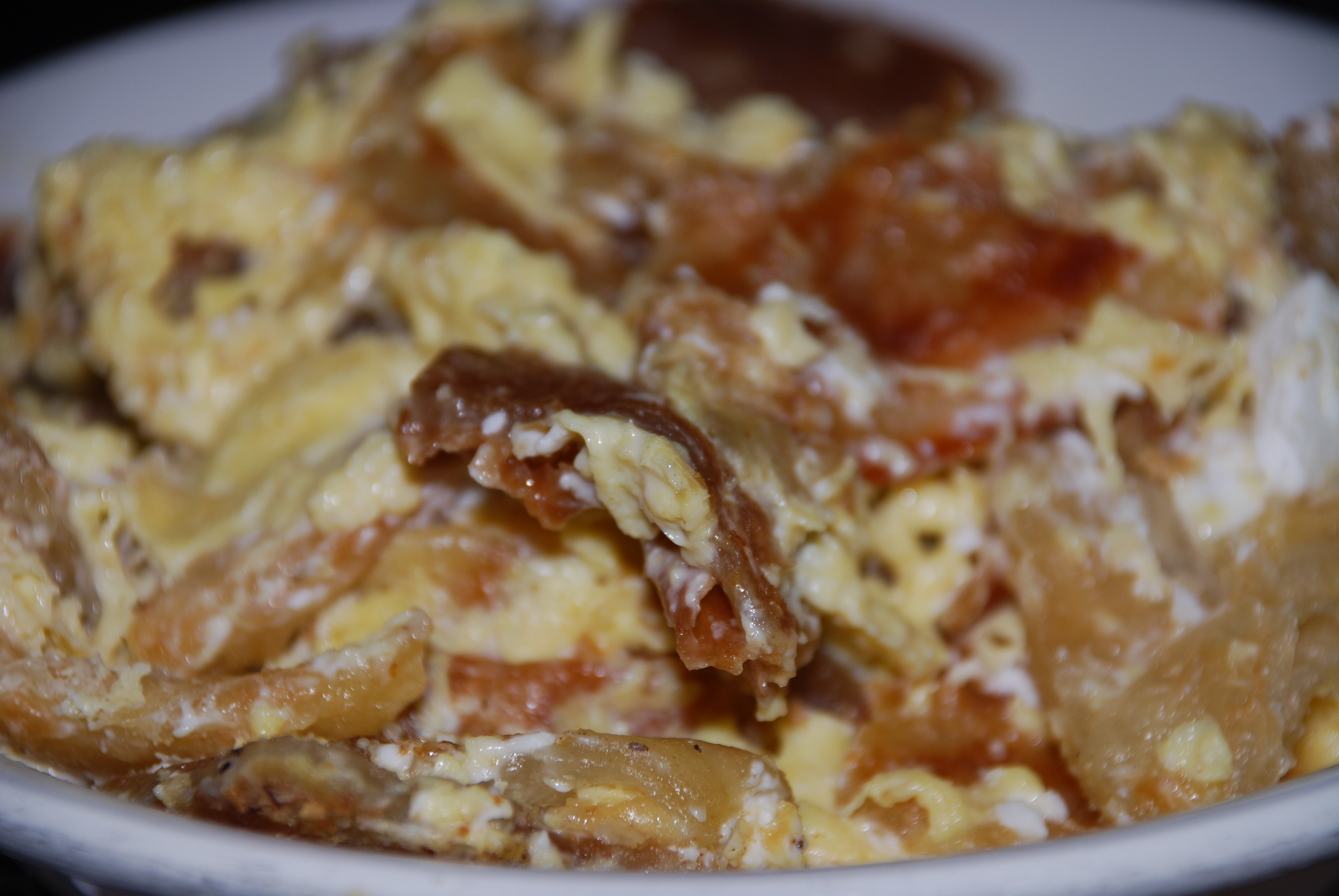
Un fatoot de pain frit et œufs.

Les plats communs au Yémen sont: aseed, fahsa, fattah, fatoot, foul medames, hanid ou hanith, harees, jachnun, Kabsa, komroh, mandi, murtabak, Samak Mofa, shafut, shakshouka, thareed, Shawiyah et Zurbiyan.

### Saltah
Bien que la cuisine varie selon les régions, le Saltah (سلتة) est considéré comme le plat national. La base consiste en un ragoût marron maraq (مرق), de la mousse de fenugrec (holba) et sahawiq (سحاوق) ou sahowqa (un mélange de piment, tomates, ail et herbes broyés dans de la salsa). Riz, pommes de terre, œufs brouillés et légumes accompagnent souvent le plat. Les viandes courantes entrant dans la préparation sont l'agneau ou le poulet. Il se mange souvent avec du pain plat yéménite, servant souvent à écoper la nourriture.

### Ogdat
L'Ogdat (عقدة), « nœud », est un ragoût obtenu en reliant et en mélangeant tous les ingrédients. Il peut être fait de petits morceaux d'agneau, de poulet ou de poisson mélangés et cuits ensemble avec des légumes, dont des tomates, carottes, pommes de terre, oignons, courgettes, etc…

## Pains

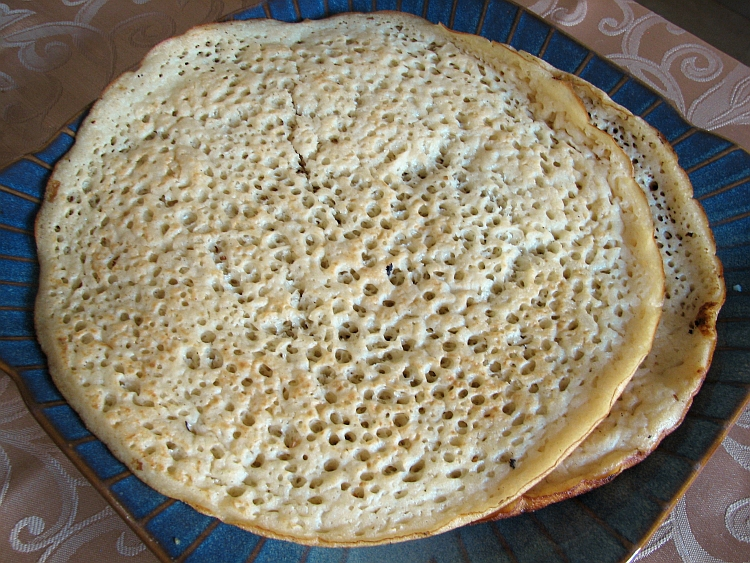
Laxoox

Les pains font partie intégrante de la cuisine yéménite, la plupart préparés de grains locaux. Les pains azymes plats sont communs : Tawa, Tameez, Laxoox, Malooga, Kader, Kubane, Fateer, Kudam, Rashoosh, Oshar, Khamira et Malawah en sont des exemples. Le pain plat est généralement cuit à la maison dans un tandoor appelé taboon (تبون). Malooga, khubz et khamira sont des pains populaires faits maison. Le pain pita et roti (petits pains tels que la baguette) que l'on achète sont également communs.

## Épices
Un mélange hawaij d'épices s'emploie dans de nombreux plats. Il contient des graines d'anis, fenouil, gingembre et cardamome.
La cuisine yéménite est souvent ardente et épicée de piments, cumin, graines de coriandre, curcuma parmi d'autres. Les herbes telles que le fenugrec, la menthe et les feuilles de coriandre sont également utilisées. Le fenugrec entre comme un des ingrédients principaux dans la préparation de la sauce ou pâte appelée holba (ou hulba). Le cumin noir habasoda (habbat as sowda) entre couramment dans la préparation de pains (dont le kubane et sabayah).

## Desserts
Bint Al-Sahn (sabayah) est un gâteau doux au miel, fabriqué à partir d'une pâte de farine, œufs et levure, trempé ensuite dans un mélange de beurre et de miel.
Il existe d'autres desserts comme les fruits frais (mangues, bananes, raisins etc.), zlabia, halwa, rawani et masoob. Le masoob est fait à partir de bananes mûres, pain plat broyé, crème, fromage, dattes et miel.

### Miel
Au Yémen, le miel, produit localement est considéré comme une délicatesse. Il connaît une forte demande et est symbole de prestige.

## Breuvages

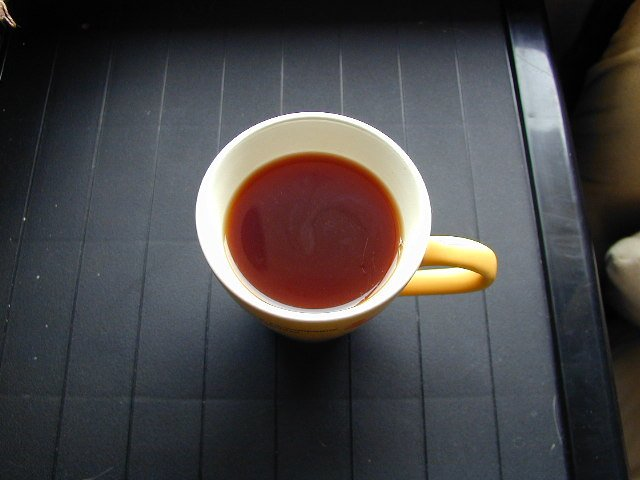
Thé noir

Les boissons populaires sont: Shahi Haleeb (thé au lait et khat), thé noir (avec cardamome, menthe ou clous de girofle), qishr, Qahwa (café arabe), Karkadin (une infusion de fleurs séchées d'hibiscus), Naqe'e Al Zabib (froid aux raisins secs) et diba'a (nectar de courge) ainsi que les jus de mangue et de goyave.
Bien que le thé et le café se consomment à travers le pays, le café est préféré à Sana'a tandis que le thé noir est préféré à Aden et à Hadhramaut. Le thé est consommé au petit-déjeuner ou après le déjeuner (parfois accompagné de bonbons et patisseries) et lors du dîner., avec des arômes de clous de girofle de menthe ou de cardamome. Le qishr (une boisson faite à partir de cosses de café) se déguste également.
Les consommations de boissons alcoolisées sont considérées comme impropres pour des raisons culturelles et religieuses, mais sont disponibles à travers le pays. Parmi la population juive du Yémen, le vin (surtout de raisins secs) et l'arak sont consommés.

## À l'étranger
Des restaurants hadramaout sont présents en Malaisie,,.